# Swish Swish
Swish Swish este o melodie a cântăreței americane Katy Perry, cu rapperul american Nicki Minaj pentru al cincilea album de studio al lui Perry, Witness (2017). A fost scris de Perry, Duke Dumont, Sarah Hudson, PJ "Promnite" Sledge, Minaj și Brittany Hazzard, în timp ce era produs de Dumont, cu producție suplimentară de Sledge și Noah "Mailbox" Passovoy și producție vocală de Passovoy. Piesa a fost lansată inițial ca single promoțional pe 19 mai 2017 și mai târziu ca al treilea single al albumului. „Swish Swish” este o melodie de EDM și hip hop inspirată de casă, care probează „I Get Deep” de Roland Clark.